# É Mais Fácil um Camelo...
Il est plus facile pour un chameau... (br/pt: É Mais Fácil um Camelo...) é um filme ítalo-francês de 2003, dirigido por Valeria Bruni Tedeschi.

## Elenco
- Valeria Bruni Tedeschi: Federica
- Chiara Mastroianni: Bianca
- Jean-Hugues Anglade: Pierre
- Denis Podalydès: Philippe
- Marysa Borini: Mutter
- Roberto Herlitzka: Vater
- Lambert Wilson: Aurelio
- Pascal Bongard: Pfarrer
- Nicolas Briançon: Direktor
- Yvan Attal: Mann im Park
- Emmanuelle Devos: Philippes Frau